# Nana Darkoa Sekyiamah
Nana Darkoa Sekyiamah é uma escritora e blogueira feminista ganense. Ela co-fundou o premiado blog Adventures from the Bedrooms of African Women e escreveu para The Guardian e Open Democracy. Foi eleita uma das "100 mulheres mais inspiradoras e influentes do mundo em 2022" pela BBC.

## Carreira
Nana Darkoa Sekyiamah tem certificado em mediação de conflitos e trabalhou como coach e palestrante pública. Ela também recebeu um diploma de bacharel em comunicação e estudos culturais pela University of North London e um mestrado em gênero e desenvolvimento da London School of Economics and Political Science. Ela também trabalhou como treinadora de liderança para a Polícia Metropolitana de Londres.
Sekyiamah co-fundou o blog, Adventures from the Bedrooms of African Women, para ajudar a ampliar a discussão sobre sexo e sexualidade por mulheres africanas e fornecer um fórum para elas falarem abertamente. Ela ganhou o prêmio de melhor blog no Ghana Blogging and Social Media Awards em 2013 e 2014. Em março de 2011, Sekyiamah foi reconhecida pela revista Arise como uma das "Fazedoras de Mudanças de Gana". Sekyiamah é a organizadora do Fab Fem, um grupo feminista que se reúne regularmente em Accra.
Sekyiamah escreveu artigos para The Guardian, This Is Africa e Open Democracy. Ela escreveu o Communications Handbook for Women's Rights Organizations e teve contos publicados em muitos países. Sekyiamah tem escrito amplamente sobre a sexualidade das mulheres africanas e também teve um artigo ("Standpoint: Adventures from Our Bedrooms") publicado na revista acadêmica Feminist Africa.
Sekyiamah trabalha como Diretora de Comunicações na Associação para os Direitos da Mulher em Desenvolvimento. Ela é membro do Black Feminism Forum Working Group. Ela é coautora de Creating Spaces and Amplifying Voices e também escreveu Women Leading Africa: Conversations with Inspirational African Women, uma coleção de entrevistas com mulheres de toda a África sobre tópicos como feminismo, política e artes que surgiram através de seu trabalho.
Sekyiamah foi palestrante no Writivism Festival 2015 em Kampala, Uganda, e no Aké Arts and Book Festival 2016 em Abeokuta, Nigéria.
Em 2021, Sekyiamah teve uma antologia intitulada The Sex Lives of African Women publicada pela Dialogue.